# Arend Dickmann

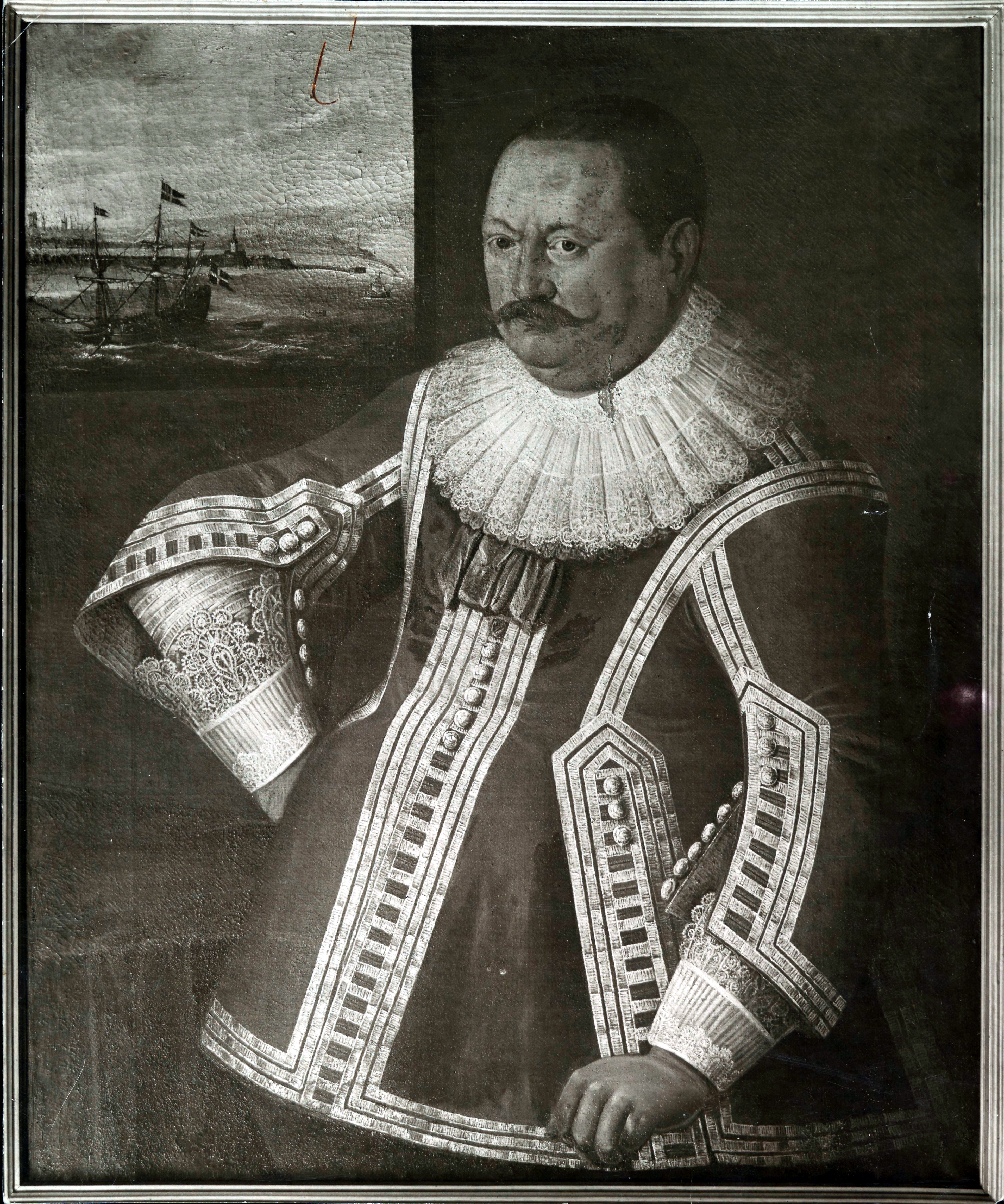
Fotografie eines unbekannten Gemäldes aus dem 17. Jahrhundert.

Arend Dickmann, eigentlich Arend Dijckman (geboren 1572 in Delft; gestorben am 28. November 1627 in der Nähe von Danzig), war ein Admiral der polnischen Kriegsflotte und Sieger in der Seeschlacht von Oliwa.

## Leben und Wirken
Arendt Dickmann war ein Niederländer, geboren 1572 in Delft. Ab 1608 lebte er in Danzig, wo er Kapitän und Reeder eines Handelsschiffs war, das Getreide und Eichenholz transportierte. Er gehörte dem Verband der Danziger Seekapitäne an.
Im Jahr 1626 trat er während des Polnisch-Schwedischen Krieges in den Dienst des polnischen Königs Sigismund III. Vasa. Vor der Seeschlacht von Oliwa am 24. November 1627 wurde er zum Admiral (Hauptkommandanten) der polnischen Flotte ernannt, die an der Schlacht teilnahm, auf der Galeone Heiliger Georg. Während der Schlacht am 28. November 1627 wurde er an Bord der erbeuteten schwedischen Galeone Tigern von einer zufälligen Artilleriekugel getötet, die sein Bein traf. Das Geschoss kam wahrscheinlich von „Pelikanen“ oder war ein Versehen der „Fliegender Hirsch“.
Die feierliche Beerdigung auf Kosten des Königs fand am 2. Dezember in Danzig in der Marienkirche statt. Vor dem Sarg wurden 33 Paare gefesselter schwedischer Gefangener geführt. Der Sarg wurde von einer Ehrenkompanie der Marinesoldaten begleitet, begleitet von königlichen Kommissaren und dem Stadtrat. Der Sarg mit dem Körper des Admirals wurde an der nördlichen Wand des Presbyteriums, neben der Kapelle des hl. Johannes Enthauptung, niedergelegt.

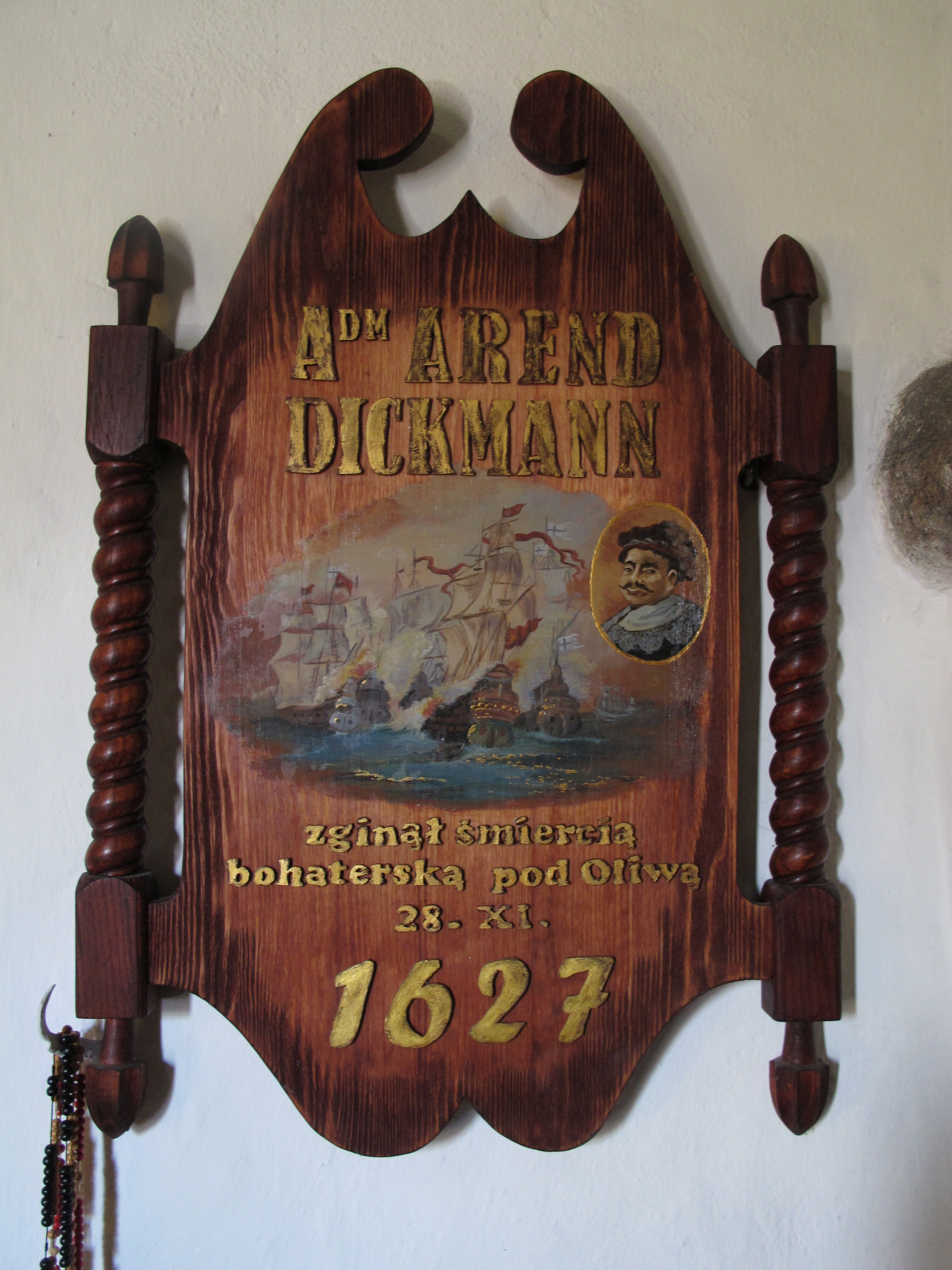
Epitaph in der Kirche des Heiligen Erzengels Michael in Gdynia-Oksywie

Sein Name ist in Erinnerung geblieben:
- In der Zwischenkriegszeit hat eines der Schiffe der polnischen Kriegsmarine den Namen Admiral Dickmann getragen.
- Am 25. Mai 2007 erhielt der 6. Funktechnische Zentrum in Gdynia den Namen Admiral Arendt Dickmann mit dem zusätzlichen Namen Oliwski.
- Straßen in Gdynia Oksywie und Gdańsk Oliwa tragen ebenfalls den Namen Dickmanns.
- In der Vorhalle der Kirche des Heiligen Erzengels Michael in Gdynia-Oksywie befindet sich ein Epitaph von Arend Dickmann.
- Dem Charakter Dickmann widmete der Schriftsteller Jacek Komuda die zweibändige Serie Die Galeonen des Krieges, die 2008 von der Fabryka Słów veröffentlicht wurde.
- Admiral Dickmann ist auch eine Literarische Figur im Lied Oliwa Shanty, das von der Shanty-Band Cztery Refy gespielt wird.
- In Oliwa gibt es eine Pfadfindergruppe, die seinen Namen trägt (17. Pfadfindergruppe Admiral Arend Dickmann).
- Er ist der Namensgeber der Glocke E3 im Glockenspiel des Rathauses der Altstadt von Danzig.

## Nachweise
1. ↑  Arend Dickmann - zwycięzca bitwy pod Oliwą. Abgerufen am 14. Juli 2024 (polnisch).

| Personendaten    | Personendaten                     |
| ---------------- | --------------------------------- |
| NAME             | Dickmann, Arend                   |
| ALTERNATIVNAMEN  | Dijckman, Arend (wirklicher Name) |
| KURZBESCHREIBUNG | niederländisch-polnischer Admiral |
| GEBURTSDATUM     | 1572                              |
| GEBURTSORT       | Delft                             |
| STERBEDATUM      | 28. November 1627                 |
| STERBEORT        | bei Danzig                        |